# Электрофонный болид
Электрофонный болид — редкое явление природы, заключающееся в том, что полёт болида сопровождается звуковыми эффектами, например потрескиванием.
Парадоксальность явления заключается в том, что этот звук не может возникать от трения метеорного тела о воздух, так как он слышен одновременно с пролётом, то есть гораздо раньше, чем звук от самого тела дойдёт до наблюдателя.
Предполагается, что источник звука находится вблизи наблюдателя и активизируется электромагнитным полем, сопровождающим полёт болида. Этим источником могут быть электрические разряды, возникающие между близкими к наблюдателю предметами или в воздухе.
Последний подобный болид видели и слышали жители Челябинска 15 февраля 2013 года. Так, во время запущенного РАН интернет-опроса очевидцев падения метеорита 27 независимых свидетелей указали, что во время полёта болида они слышали шипение, часто сравнивая его с бенгальскими огнями, ещё 60 человек просто сообщили о звуках без подробного описания.